# Asaf Jah VII

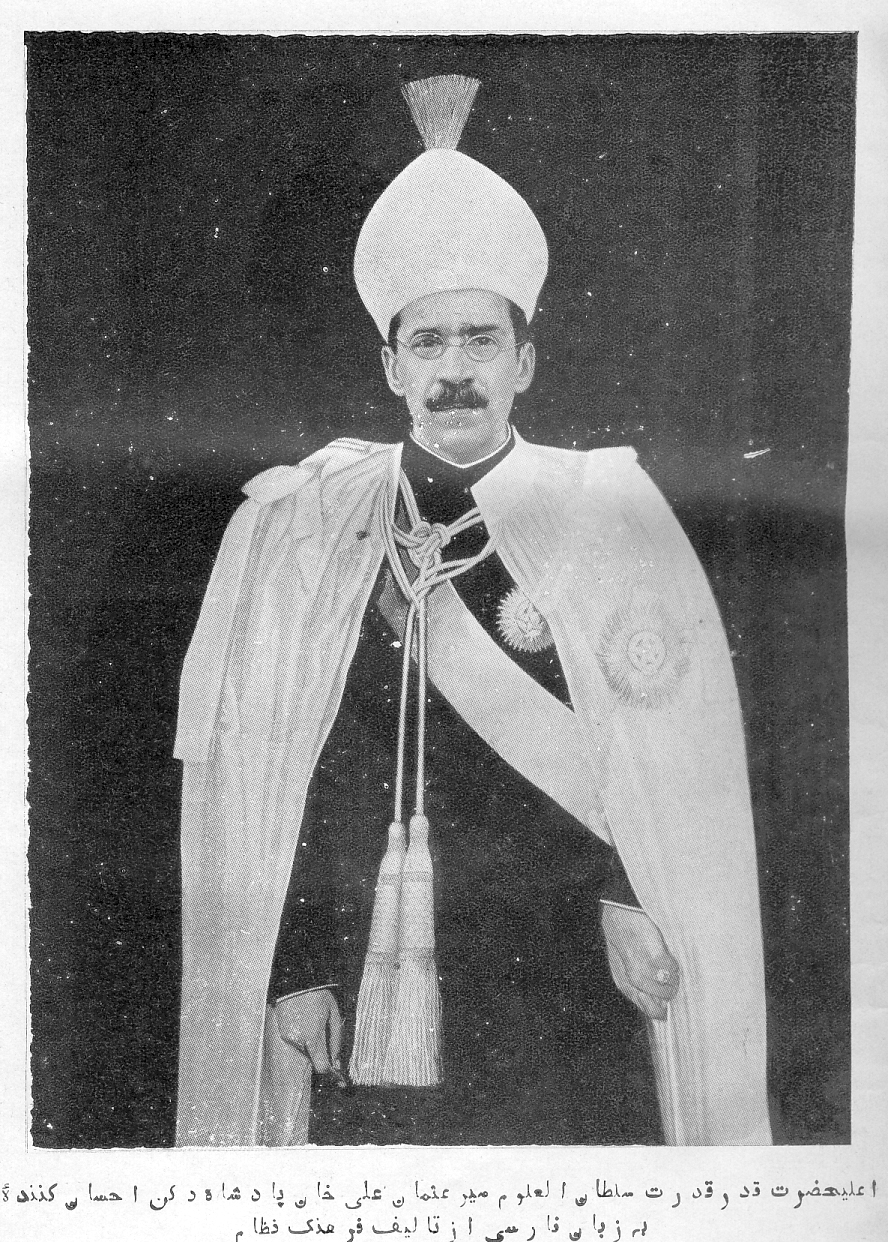
Fotografía de Asaf Jah VII.

Mir Osman Ali Khan, conocido como Asaf Jah VII (urdú:آصف جاہ), nacido Usman Ali Khan Bahadur (Urdú:5 o el  مان علی خان بہادر 6 de abril de 1886-24 de febrero de 1967), fue el último Nizam (o gobernante) del Principado de Hyderabad y de Berar. Gobernó Hyderabad entre 1911 y 1948, hasta que el principado fue absorbido en la India. Era denominado Su alteza real el Nizam de Hyderabad. Fue además parlamentario, caballero gran cruz de la Orden del Imperio Británico y caballero gran comendador de la Orden de la Estrella de la India.
Durante su reinado como Nizam, alcanzó reputación por ser el hombre más rico del mundo, con una fortuna estimada en 2000 millones de dólares norteamericanos a comienzos de la década de 1940 o un dos por ciento del valor de la economía de Estados Unidos en ese momento. En esa época el tesoro del nuevo gobierno independiente de la Unión de la India solo informaba de un ingreso anual de 1 billón de dólares norteamericanos. Apareció retratado en la portada de la revista Time. Se cree que el Nizam permaneció siendo el hombre más rico del sudeste asiático hasta el momento de su deceso en 1967.
Construyó la Hyderabad House en Delhi, utilizada en la actualidad como sitio de reuniones por el Gobierno de la India.

## Reinado

### Primeros años (1911-1918)
Accedió como Nizam de Hyderabad tras la muerte de su padre en 1911. El estado de Hyderabad era el más grande de los estados principescos en el Raj británico. Con un área de 86,000 millas cuadradas (223,000 km²), era aproximadamente del tamaño del Reino Unido actual. El Nizam fue el príncipe de mayor rango en la India, era uno de los cinco príncipes con derecho a un saludo de 21 cañones, poseía el título único de "Nizam", y se titulaba "Su Alteza Exaltada" y "Fiel Aliado de la Corona Británica".

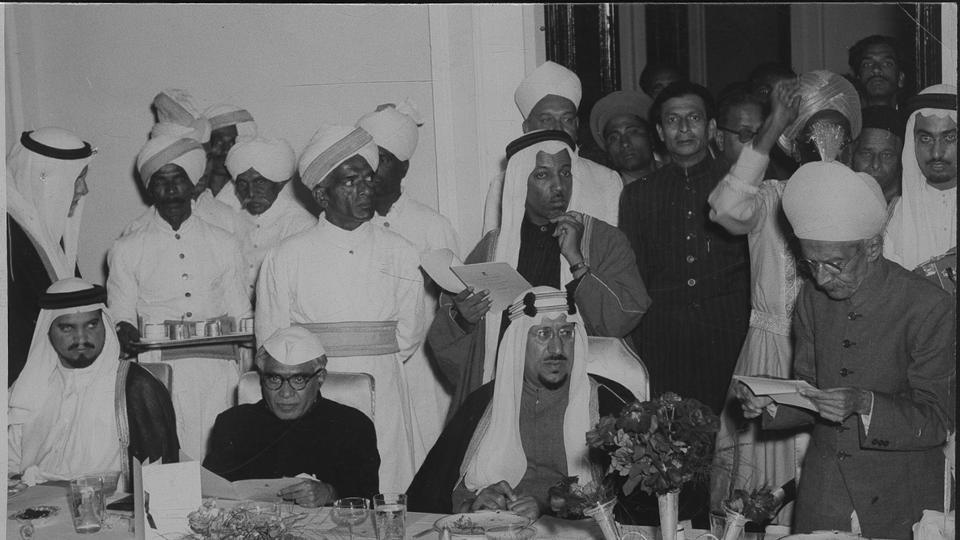
El nizam con el rey Saúd de Arabia Saudita

En 1908, tres años antes de su coronación, la ciudad de Hyderabad fue golpeada por una gran inundación que causó la muerte de miles de personas. El Nizam, por consejo de Sir Visvesvaraya, ordenó la construcción de dos grandes depósitos, a saber, el Osman Sagar y el Himayat Sagar para evitar otra inundación.
Se le otorgó el título de "Fiel Aliado de la Corona Británica" después de la Primera Guerra Mundial debido a su contribución financiera al esfuerzo de guerra del Imperio Británico (por ejemplo, el complemento original de la RAF del escuadrón 110 de Airco DH 9A era un regalo de Osman Ali. Cada aeronave llevaba una inscripción a tal efecto, y la unidad se conoció como el "Escuadrón de Hyderabad"), también pagó por un buque de la Royal Navy, el destructor de clase N, HMAS Nizam encargado en 1940 y transferido a la Royal Australian Navy.
En 1918, Nizam emitió un firman que creó la Universidad de Osmania, la primera universidad en tener el urdu como medio de instrucción. El campus actual se completó en 1934.

### Después de la guerra mundial (1918-1939)
En 1919, el Nizam ordenó la formación del Consejo Ejecutivo de Hyderabad, presidido por Sir Sayyid Ali Imam, y con otros ocho miembros, cada uno a cargo de uno o más departamentos. El presidente del Consejo Ejecutivo también sería el primer ministro de Hyderabad.
El Aeropuerto de Begumpet se estableció en la década de 1930 con la formación del Club Aéreo de Hyderabad por parte del Nizam. Inicialmente se usó como aeropuerto nacional e internacional para Deccan Airways, primera aerolínea de la India británica. El edificio terminal fue creado en 1937.

### Últimos años de reinado (1939-1948)
Organizó una alianza matrimonial entre su hijo Azam Jah y la princesa Durrushehvar del Imperio Otomano. En ese momento se creía que la alianza matrimonial entre Nizam y el Califa depuesto conduciría a la aparición de un gobernante musulmán que podría ser aceptable para las potencias mundiales en lugar de los sultanes otomanos. Después de la Independencia de la India, Nizam hizo intentos vanos para declarar su soberanía sobre el estado de Hyderabad, ya sea como un protectorado del Imperio Británico o como una monarquía soberana. En 1948, la India invadió y anexó el estado de Hyderabad, y el gobierno de Nizam terminó.

## Contribuciones a la sociedad

### Construcción de grandes edificios públicos
Casi todos los grandes edificios públicos e instituciones en la ciudad de Hyderabad, tales como el Hospital General de Osmania, el Tribunal Supremo de Hyderabad, la Sala del Jubileo, el Observatorio de Nizamia, el Hospital Nizamia, el Mercado de Moazzam Jahi, la estación de tren Kachiguda, la Biblioteca Asafiya ahora conocida como la Biblioteca Central del Estado de Hyderabad, el Ayuntamiento ahora conocido como el salón de actos,el Museo de Hyderabad ahora conocido como el Museo del Estado, el Banco Estatal de Hyderabad, y muchos otros monumentos fueron construidos bajo su reinado. También construyó la Hyderabad house en Delhi, ahora utilizada para reuniones diplomáticas por el Gobierno de la India.
Durante su reinado se construyeron dos embalses, Osman Sagar y Himayat Sagar, para evitar otra gran inundación en la ciudad.

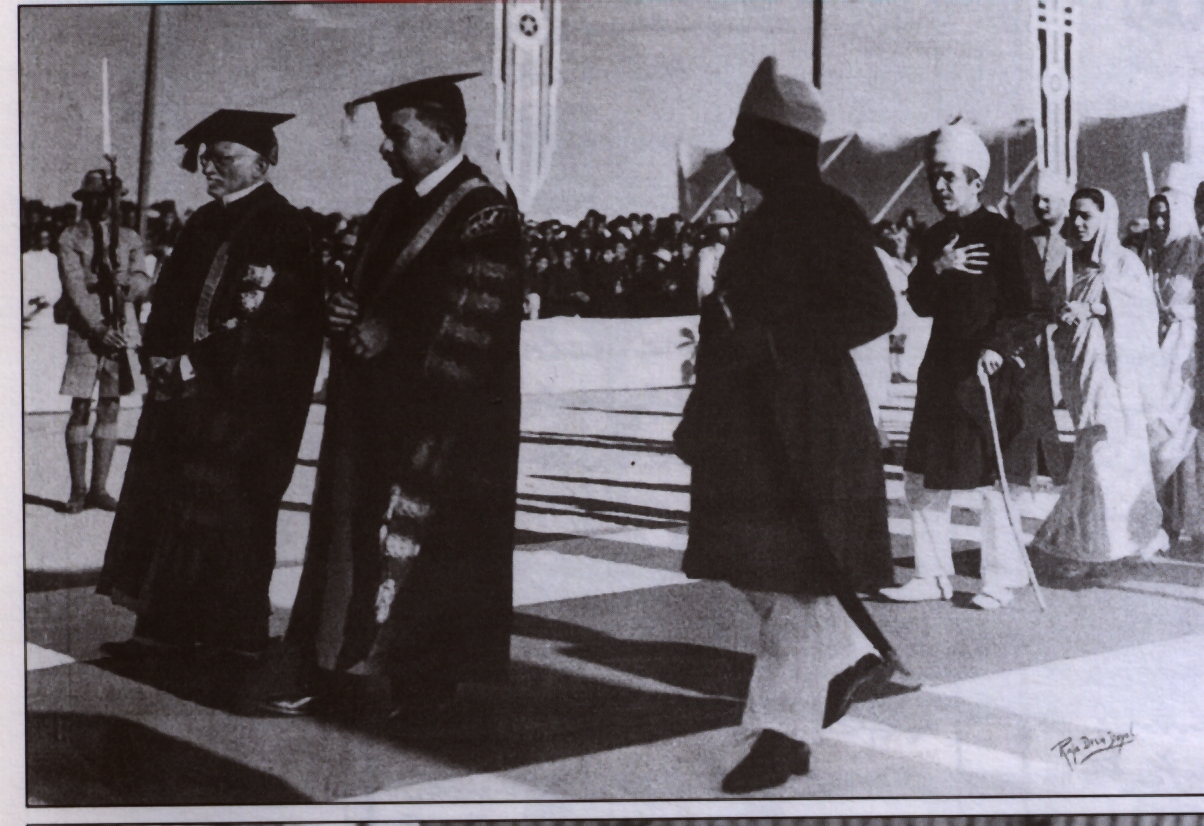
nizam durante la inauguración de la universidad de osmania

### Reformas educativas
Además de hacer donaciones a las principales instituciones educativas de la India, introdujo muchas reformas educativas durante su reinado. Casi el 11% del presupuesto de Nizam se gastó en educación. Fundó la Universidad de Osmania; hoy una de las universidades más grandes de la India. Se crearon escuelas, colegios y un Departamento de Traducción. La educación primaria se hizo obligatoria y gratuita para los pobres.
Hizo grandes donaciones a muchas instituciones en la India y en el extranjero, con especial énfasis en instituciones educativas como Jamia Nizamia y el Darul Uloom Deoband.

### Reformas agrarias
El fundamento de la investigación agrícola en la región de Marathwada del antiguo estado de Hyderabad fue establecido por el Nizam con el inicio de la Granja Experimental Principal en 1918 en Parbhani. Durante el gobierno de Nizam, la educación agrícola estaba disponible solo en Hyderabad; En Parbhani existían centros de investigación de cultivos de sorgo, algodón y frutas. Después de la independencia, esta instalación fue desarrollada aún más por el gobierno de la India, que pasó a llamarse Universidad de Agricultura de Marathwada el 18 de mayo de 1972.

### Establecimiento del banco estatal de Hyderabad

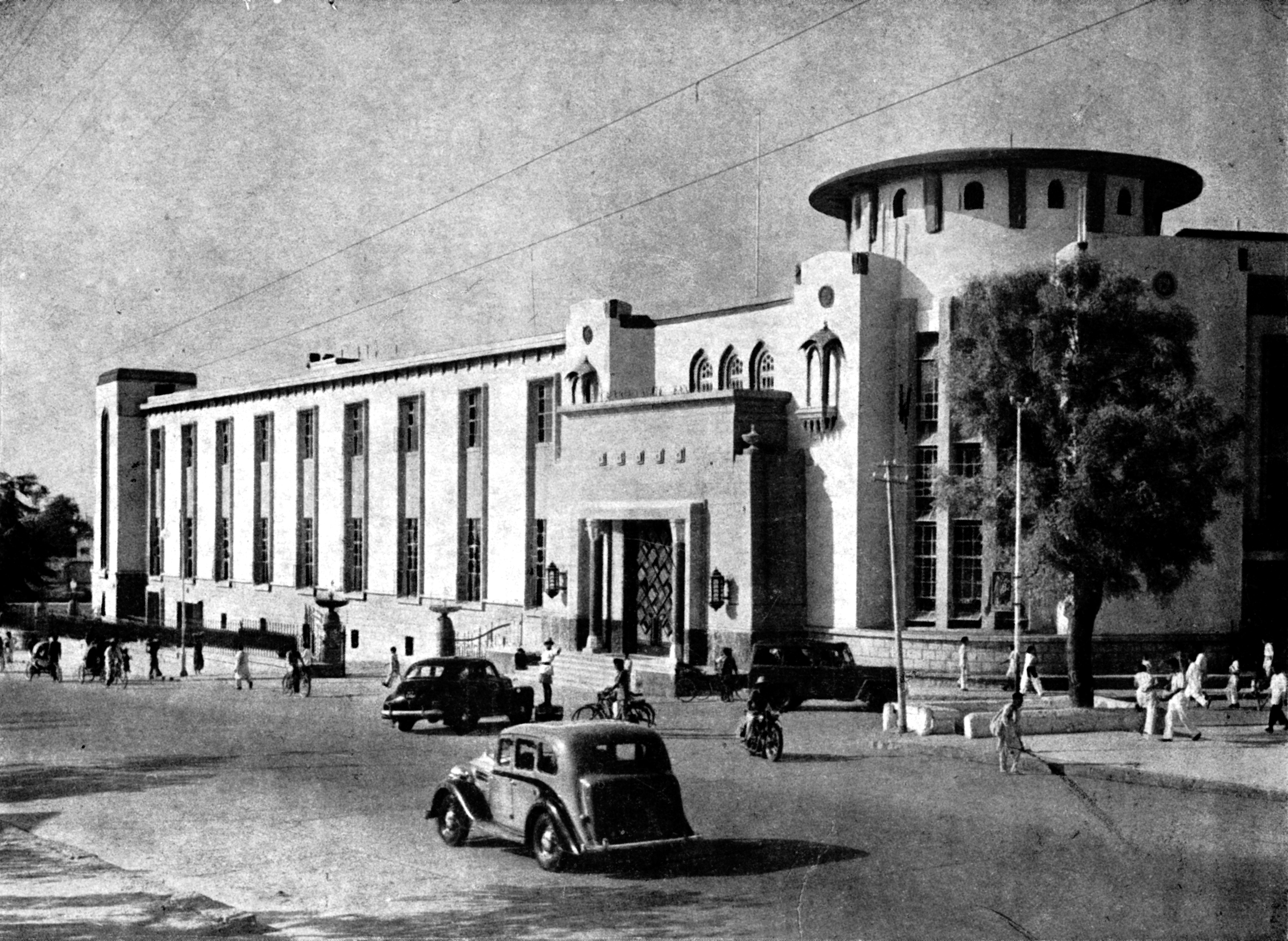
banco estatal de Hyderabad en 1955

En 1941, comenzó su propio banco, el "Banco Estatal de Hyderabad" (que más tarde pasó a llamarse Banco Estatal de Hyderabad y, en 2017, se fusionó con el Banco Estatal de India) como el banco central del estado. Fue establecido el 8 de agosto de 1941 bajo la Ley del Banco del Estado de Hyderabad. El banco gestionó el "Osmania Sikka", la moneda del estado de Hyderabad. Era el único estado de la India que tenía su propia moneda, la rupia Hyderabadi, y el único al que se le permitió al gobernante emitir billetes. En 1953, el banco absorbió, por fusión, el Banco Mercantil de Hyderabad, que Raja Pannalal Pitti había fundado en 1935.
En 1956, el Banco de la Reserva de la India se hizo cargo del banco como su primera filial y le cambió el nombre a State Bank of Hyderabad. La Ley de Bancos Subsidiarios se aprobó en 1959. El 1 de octubre de 1959, SBH y los otros bancos de los estados principescos se convirtieron en subsidiarias del OSE. Se fusionó con SBI el 31 de marzo de 2017.

## Riqueza

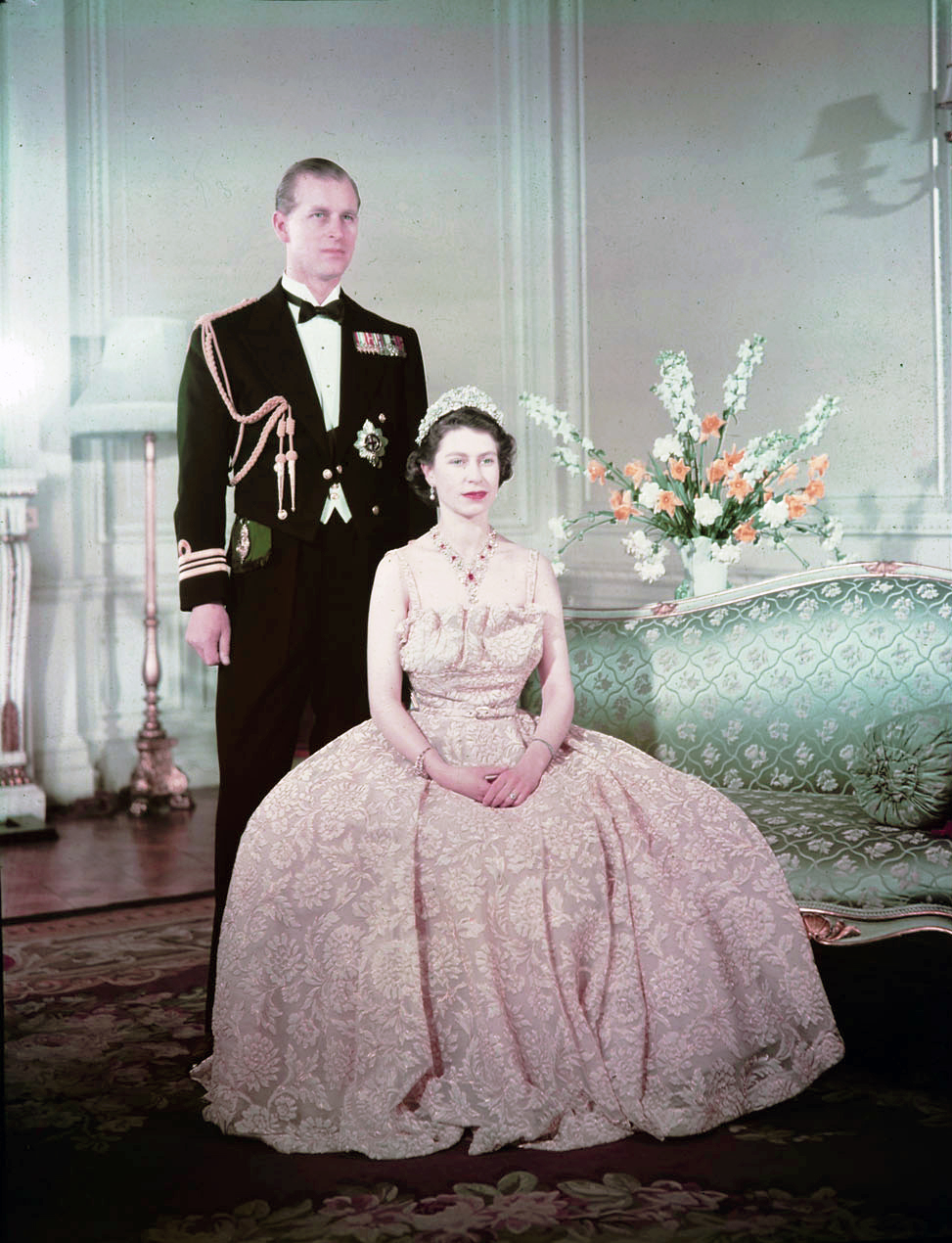
Isabel II y Felipe con la tiara y el collar de Nizam de Hyderabad

El Nizam poseía una riqueza tan enorme que fue representado en la portada de la revista TIME el 22 de febrero de 1937, descrito como el hombre más rico del mundo. Usó el diamante Jacob, un diamante de 185 quilates que forma parte de la joyas de los Nizam, una preciosa colección que se valúa en varios miles de millones de rupias hoy en día, como un pisapapeles. Durante sus días como Nizam, se decía que era el hombre más rico del mundo, con una fortuna estimada en US $2 mil millones a principios de la década de 1940 ($ 35.8 mil millones hoy en día) o el 2 por ciento de la economía de los EE. UU. En ese momento, la tesorería del nuevo gobierno independiente de la Unión de la India reportó ingresos anuales de solo US $1000 millones.
Se sabe que el Nizam se mantuvo como el hombre más rico del sur de Asia hasta su muerte en 1967, pero su fortuna se redujo a 1000 millones de dólares hasta entonces como más del 97% de su riqueza, incluidas las joyas pertenecientes a su familia, incluidas las de su hija y nietas, fue llevada por el recién formado gobierno indio. El gobierno indio todavía exhibe las joyas como la Exposición de joyas de los Nizam (ahora en Delhi).
Hay 173 joyas, que incluyen esmeraldas que pesan cerca de 2,000 quilates (0,40 kg) y perlas que superan los 40 mil chows. La colección incluye piedras preciosas, adornos de turbante, collares y colgantes, cinturones y hebillas, pendientes, brazaletes, brazaletes y pulseras, tobilleras, gemelos y botones, cadenas de reloj y anillos, anillos de dedo y anillos de nariz.

### Regalo a la reina Isabel
En 1947, Nizam hizo un regalo de joyas de diamantes, incluyendo una tiara y un collar, a la reina Isabel con motivo de su matrimonio. Los broches y el collar de este regalo todavía son usados por la Reina y se conocen como el collar del Nizam de Hyderabad.

## Muerte y funeral
Osman Ali Khan murió el 24 de febrero de 1966.
Se estima que 1 millón de personas se han convertido en parte de la procesión de carritos de armas de Nizam. El funeral de Nizam fue la reunión no religiosa ni política más grande de la historia de la India.